# Wings Over Vietnam
Wings Over Vietnam è un videogioco simulatore di volo ambientato durante la guerra del Vietnam, in un periodo storico che va dal 1964 al 1973.
Il gioco include un grande varietà di velivoli e armi che possono essere impiegati in diverse missioni, come supporto aereo e ricognizione, il gioco è sul motore di gioco di Strike Fighters Flight Simulator, ed è sviluppato da Third Wire.

## Modalità di gioco
I missili americani utilizzabili nel gioco consistono nelle versioni del AIM-9 Sidewinder, AIM-7 Sparrow, AIM-4 Falcon, e sono configurati in modo da essere non completamente affidabili, così come lo erano i veri missili dell'epoca.  Quindi, a prescindere dall'aver "agganciato il bersaglio", il missile può mancarlo.   La mappa del Vietnam è stata ridimensionata in modo da ridurre le distanze dai vari obiettivi, anche perché il rifornimento aereo non è incluso nel gioco.
Come nell'autentico Vietnam all'epoca del conflitto raffigurato, il territorio è costellato di SAMS e di una grande varietà di Artiglieria Anti-Aerea (AAA). La principale SAM è lo SA-2 sovietico.
Il giocatore può scegliere una campagna dalle missioni Operazione Rolling Thunder (dal 1965 al 1968), Operazione Linebacker (1972) o Operazione Linebacker II (1972) tutte simili sia per nome che per velivoli coinvolti negli autentici scontri del conflitto.

## Aerei

### Aerei pilotabili
- F-100 Super Sabre - La versione F-100D dell'air Force statunitense.
- F-105 Thunderchief - La versione F-105D dell'Air Force statunitense.
- A-4 Skyhawk - Le versioni A-4B, A-4C, A-4E e A-4F per la Marina e i Marines statunitensi.
- A-6 Intruder - La versione A-6A per la Marina e i Marines Statunitensi.
- A-7 Corsair II - Le versioni  A-7A e A-7B per la Marina e i Marines statunitensi.
- F-4 Phantom II Le versioni F-4B e F-4J per la Marina e i Marines statunitensi, e le versioni F-4C, F-4D e F-4E Per l'Air Force.
- F-8 Crusader - La versione F-8E per la Marina e i Marines.

### Aerei non-pilotabili
- B-52 Stratofortess - La versione B-52D.
- B-57 Canberra - La versione B-57B.
- O-1 Bird Dog - La versione O-1E.

### Aerei nemici
- MiG-17 Fresco - Versione MiG-17F.
- MiG-19 Farmer - Versione MiG-19S.
- MiG-21 Fishbed - Versione MiG-21F, PFM, MF e PFV.